# Saison 12 de The Big Bang Theory
Chronologie
Saison 11
La douzième et dernière saison de The Big Bang Theory, série télévisée américaine, est constituée de vingt-quatre épisodes, et a été diffusée du 24 septembre 2018 au 16 mai 2019 sur CBS, aux États-Unis.

## Synopsis
Leonard Hofstadter et Sheldon Cooper vivent en colocation à Pasadena, une ville de l'agglomération de Los Angeles. Ce sont tous deux des physiciens surdoués, « geeks » de surcroît. C'est d'ailleurs autour de cela qu'est axée la majeure partie comique de la série. Ils partagent quasiment tout leur temps libre avec leurs deux amis Howard Wolowitz et Rajesh Koothrappali pour, par exemple, jouer à Halo, organiser un marathon de films Superman, jouer au Boggle klingon ou discuter de théories scientifiques très complexes. Leur univers routinier est alors perturbé lorsqu'une jolie jeune femme, Penny, s'installe dans l'appartement d’en face. Leonard qui a immédiatement des vues sur elle va tout faire pour la séduire. Elle va alors s'intégrer au groupe et découvrir leur univers dont elle ne connaît rien…

## Distribution

### Acteurs principaux
- Johnny Galecki (VF : Fabrice Josso) : Leonard Hofstadter
- Jim Parsons (VF : Fabrice Fara) : Sheldon Cooper
- Kaley Cuoco (VF : Laura Préjean) : Penny Hofstadter
- Simon Helberg (VF : Yoann Sover) : Howard Wolowitz
- Kunal Nayyar (VF : Jérôme Berthoud) : Rajesh « Raj » Koothrappali
- Mayim Bialik (VF : Vanina Pradier) : Amy Cooper
- Melissa Rauch (VF : Sophie Froissard) : Bernadette Wolowitz
- Kevin Sussman (VF : Gérard Malabat) : Stuart Bloom

### Acteurs récurrents
- Christine Baranski (VF : Josiane Pinson) : Beverly Hofstadter, la mère de Leonard (épisodes 10 17 et 22 - récurrente depuis la saison 2)
- John Ross Bowie (VF : Christophe Lemoine) : Barry Kripke (épisodes 7, 21 et 23 - récurrent depuis la saison 2)
- Lauren Lapkus (VF : Maïa Liaudois) : Denise (récurrent depuis la saison 11)
- Brian Thomas Smith (VF : Matthieu Albertini) : Zack
- Rati Gupta (VF : Barbara Tissier) : Anu

### Invités
- Kathy Bates (VF : Denise Metmer) : Mme Fowler (épisodes 1 et 8)
- Teller : M. Fowler (épisode 1 et 8)
- Neil deGrasse Tyson : lui-même (épisode 1)
- Bill Nye : lui-même (épisode 1)
- Joshua Malina : Pr Siebert (épisodes 5 et 7)
- Iain Armitage (VF : Soren Chouillet) : Sheldon enfant (épisode 10)
- Kal Penn (VF : Serge Faliu) : Dr Kevin Campbell (épisodes 13, 18 et 21)
- Sean Astin : Dr Greg Pemberton (épisodes 13, 18 et 21)
- Keith Carradine (VF : Pierre Dourlens) : Wyatt, le père de Penny (épisode 15)
- Wil Wheaton (VF : Tanguy Goasdoué) : lui-même (épisode 16)
- Ellen DeGeneres : elle-même (épisode 18)
- Sarah Michelle Gellar : elle-même (épisode 24)

## Production

### Développement
Le 20 mars 2017, la série a été renouvelée pour cette douzième saison.

### Diffusions
La saison 12 est diffusée à partir du 24 septembre 2018 sur la chaîne CBS. L'ultime épisode de la série a été diffusée le 16 mai 2019. En France, les épisodes sont diffusés en VOSTFR sur Canal+ Séries dès le 1er octobre 2018. Dès Janvier 2020, NRJ 12 diffuse la dernière saison en clair et en VF. 

## Liste des épisodes

### Épisode 1:Configuration matrimoniale
- États-Unis /  Canada : 24 septembre 2018 sur CBS[4] / CTV
- France :
  - 1er octobre 2018 sur Canal+ Séries[6] (en VOSTFr)
  - 8 juillet 2019 mycanal.fr (en VF)
  - 1er février 2020 sur NRJ 12 (en clair)

- États-Unis : 12,92 millions de téléspectateurs[7] (première diffusion)
- Canada : 3,487 millions de téléspectateurs[8] (première diffusion + différé 7 jours)

- Teller (M. Fowler)
- Kathy Bates (Mme Fowler)
- Neil deGrasse Tyson (lui-même)
- Bill Nye (lui-même)

### Épisode 2:Un mystérieux cadeau de mariage
- États-Unis /  Canada : 27 septembre 2018 sur CBS / CTV
- France : 1er octobre 2018 sur Canal+ Séries (en VOSTFr)
  - 8 juillet 2019 mycanal.fr (en VF)
  - 1er février 2020 sur NRJ 12 (en clair)

- États-Unis : 12,04 millions de téléspectateurs[9] (première diffusion)
- Canada : 3,487 millions de téléspectateurs[8] (première diffusion + différé 7 jours)

### Épisode 3:Une procréation calculée
- États-Unis /  Canada : 4 octobre 2018 sur CBS / CTV
- France : 8 octobre 2018 sur Canal+ Séries (en VOSTFr)
  - 8 juillet 2019 mycanal.fr (en VF)
  - 1er février 2020 sur NRJ 12 (en clair)

- États-Unis : 12,29 millions de téléspectateurs[10] (première diffusion)
- Canada : 3,716 millions de téléspectateurs[11] (première diffusion + différé 7 jours)

### Épisode 4:La Trahison de Tam
- États-Unis /  Canada : 11 octobre 2018 sur CBS / CTV
- France : 15 octobre 2018 sur Canal+ Séries (en VOSTFr)
  - 8 juillet 2019 mycanal.fr (en VF)
  - 8 février 2020 sur NRJ 12 (en clair)

- États-Unis : 12,94 millions de téléspectateurs[12] (première diffusion)
- Canada : 3,42 millions de téléspectateurs[13] (première diffusion + différé 7 jours)

### Épisode 5:Crise au planétarium
- États-Unis /  Canada : 18 octobre 2018 sur CBS / CTV
- France : 22 octobre 2018 sur mycanal.fr (en VOSTFr)
  - 8 juillet 2019 Canal+ (en VF)
  - 8 février 2020 sur NRJ 12 (en clair)

- États-Unis : 12,22 millions de téléspectateurs[14] (première diffusion)
- Canada : 3,257 millions de téléspectateurs[15] (première diffusion + différé 7 jours)

- Joshua Malina (Pr Siebert)

### Épisode 6:UnHalloweensous tension
- États-Unis /  Canada : 25 octobre 2018 sur CBS / CTV
- France : 29 octobre 2018 sur Canal+ Séries (en VOSTFr)
  - 8 juillet 2019 mycanal.fr (en VF)
  - 8 février 2020 sur NRJ 12 (en clair)

- États-Unis : 12,99 millions de téléspectateurs[16] (première diffusion)
- Canada : 4,027 millions de téléspectateurs[17] (première diffusion + différé 7 jours)

### Épisode 7:La Dérivation des subventions
- États-Unis /  Canada : 1er novembre 2018 sur CBS / CTV
- France : 5 novembre 2018 sur Canal+ Séries (en VOSTFr)
  - 8 juillet 2019 mycanal.fr (en VF)
  - 15 février 2020 sur NRJ 12 (en clair)

- États-Unis : 12,64 millions de téléspectateurs[18] (première diffusion)
- Canada : 3,549 millions de téléspectateurs[19] (première diffusion + différé 7 jours)

- Joshua Malina (Pr Siebert)

### Épisode 8:Le Test de compatibilité
- États-Unis /  Canada : 8 novembre 2018 sur CBS / CTV
- France : 12 novembre 2018 sur Canal+ Séries (en VOSTFr)
  - 8 juillet 2019 mycanal.fr (en VF)
  - 15 février 2020 sur NRJ 12 (en clair)

- États-Unis : 12,85 millions de téléspectateurs[20] (première diffusion)
- Canada : 3,449 millions de téléspectateurs[21] (première diffusion + différé 7 jours)

- Teller (M. Fowler)
- Kathy Bates (Mme Fowler)

### Épisode 9:La Théorie déjouée
- États-Unis /  Canada : 15 novembre 2018 sur CBS / CTV
- France : 19 novembre 2018 sur Canal+ Séries (en VOSTFr)
  - 8 juillet 2019 mycanal.fr (en VF)
  - 15 février 2020 sur NRJ 12 (en clair)

- États-Unis : 12,56 millions de téléspectateurs[22] (première diffusion)
- Canada : 3,48 millions de téléspectateurs[23] (première diffusion + différé 7 jours)

- Le producteur exécutif Chuck Lorre rend hommage à Stan Lee dans son billet d'humeur (ou « Vanity Card ») post-générique traditionnel, avec une photographie de tournage de l'éditeur entouré des acteurs principaux (durant sa participation à la série dans l'épisode La Rencontre avec le grand Stan, The Excelsior Acquisition en VO), accompagnée de son expression fétiche « Excelsior Forever! ».[réf. nécessaire]

### Épisode 10:Magnéto Sheldon!
- États-Unis /  Canada : 6 décembre 2018 sur CBS / CTV
- France : 10 décembre 2018 sur Canal+ Séries (en VOSTFr)
  - 8 juillet 2019 mycanal.fr (en VF)
  - 22 février 2020 sur NRJ 12 (en clair)

- États-Unis : 12,52 millions de téléspectateurs[24] (première diffusion)
- Canada : 3,689 millions de téléspectateurs[25] (première diffusion + différé 7 jours)

- Iain Armitage (Sheldon enfant)

- Cet épisode fait incursion avec la série dérivée, Young Sheldon[26].

### Épisode 11:Règlement de comptes auPaintball
- États-Unis /  Canada : 3 janvier 2019 sur CBS[27] / CTV
- France : 7 janvier 2019 sur Canal+ Séries[28] (en VOSTFr)
  - 8 juillet 2019 mycanal.fr (en VF)
  - 22 février 2020 sur NRJ 12 (en clair)

- États-Unis : 12,8 millions de téléspectateurs[29] (première diffusion)
- Canada : 3,397 millions de téléspectateurs[30] (première diffusion + différé 7 jours)

### Épisode 12:Titre de spermission
- États-Unis /  Canada : 10 janvier 2019 sur CBS / CTV
- France : 14 janvier 2019 sur Canal+ Séries (en VOSTFr)
  - 8 juillet 2019 mycanal.fr (en VF)
  - 22 février 2020 sur NRJ 12 (en clair)

- États-Unis : 13,53 millions de téléspectateurs[31] (première diffusion)
- Canada : 2,205 millions de téléspectateurs[32] (première diffusion + différé 7 jours)

### Épisode 13:L'Asymétrie du prix Nobel
- États-Unis /  Canada : 17 janvier 2019 sur CBS / CTV
- France : 21 janvier 2019 sur Canal+ Séries (en VOSTFr)
  - 8 juillet 2019 mycanal.fr (en VF)
  - 29 février 2020 sur NRJ 12 (en clair)

- États-Unis : 13,32 millions de téléspectateurs[33] (première diffusion)
- Canada : 3,431 millions de téléspectateurs[34] (première diffusion + différé 7 jours)

- Sean Astin : Dr Greg Pemberton
- Kal Penn : Dr Kevin Campbell

- Sixième apparition de l'émission de Sheldon Fun with Flags consacrée à la vexillologie (première apparition : saison 5, épisode 14 ; deuxième apparition : saison 6, épisode 17 ; troisième apparition : saison 8, épisode 10 ; quatrième apparition : saison 9, épisode 2 ; cinquième apparition : saison 10, épisode 7).

### Épisode 14:La Météorite et le Balcon de la discorde
- États-Unis /  Canada : 31 janvier 2019 sur CBS / CTV
- France : 4 février 2019 sur Canal+ Séries (en VOSTFr)
  - 8 juillet 2019 mycanal.fr (en VF)
  - 29 février 2020 sur NRJ 12 (en clair)

- États-Unis : 13,66 millions de téléspectateurs (première diffusion)

### Épisode 15:Semence-abstinence
- États-Unis /  Canada : 7 février 2019 sur CBS / CTV
- France : 11 février 2019 sur Canal+ Séries (en VOSTFr)
  - 8 juillet 2019 mycanal.fr (en VF)
  - 29 février 2020 sur NRJ 12 (en clair)

- États-Unis : 13,97 millions de téléspectateurs (première diffusion)

- Keith Carradine : Wyatt, le père de Penny

### Épisode 16:Spécial Donjons et Dragons
- États-Unis /  Canada : 21 février 2019 sur CBS / CTV
- France : 25 février 2019 sur Canal+ Séries (en VOSTFr)
  - 8 juillet 2019 mycanal.fr (en VF)
  - 7 mars 2020 sur NRJ 12 (en clair)

- États-Unis : 13,48 millions de téléspectateurs (première diffusion)

- William Shatner (lui-même)
- Wil Wheaton (lui-même)
- Joe Manganiello (lui-même)
- Kevin Smith (lui-même)
- Kareem Abdul-Jabbar (lui-même)

- Le « D and D » fait référence à Donjons et Dragons[réf. nécessaire].

### Épisode 17:Baby-sittingexperimental
- États-Unis /  Canada : 7 mars 2019 sur CBS / CTV
- France : 11 mars 2019 sur Canal+ Séries (en VOSTFr)
  - 8 juillet 2019 mycanal.fr (en VF)
  - 7 mars 2020 sur NRJ 12 (en clair)

- États-Unis : 12,99 millions de téléspectateurs (première diffusion)

- À partir de cet épisode, la saison a été en pause pour un mois aux États-Unis[3].

### Épisode 18:Les Escrocs du prix Nobel
- États-Unis /  Canada : 4 avril 2019 sur CBS / CTV
- France : 8 avril 2019 sur Canal+ Séries (en VOSTFr)
  - 8 juillet 2019 mycanal.fr (en VF)
  - 7 mars 2020 sur NRJ 12 (en clair)

- États-Unis : 12,22 millions de téléspectateurs (première diffusion)

- Ellen DeGeneres (elle-même)
- George Smoot (lui-même)
- Kip Thorne (lui-même)
- Frances H. Arnold  (elle-même)

### Épisode 19:Privation sensorielle
- États-Unis /  Canada : 18 avril 2019 sur CBS / CTV
- France : 22 avril 2019 sur Canal+ Séries (en VOSTFr)
  - 8 juillet 2019 mycanal.fr (en VF)
  - 14 mars 2020 sur NRJ 12 (en clair)

- États-Unis : 11,44 millions de téléspectateurs (première diffusion)

### Épisode 20:Leonard se rebelle
- États-Unis /  Canada : 25 avril 2019 sur CBS / CTV
- France : 29 avril 2019 sur Canal+ Séries (en VOSTFr)
  - 8 juillet 2019 mycanal.fr (en VF)
  - 14 mars 2020 sur NRJ 12 (en clair)

- États-Unis : 11,84 millions de téléspectateurs (première diffusion)

### Épisode 21:Les Preuves du plagiat
- États-Unis /  Canada : 2 mai 2019 sur CBS / CTV
- France : 
  - 6 mai 2019 sur Canal+ Séries (en VOSTFr)
  - 8 juillet 2019 Mycanal.fr (en VF)
  - 21 mars 2020 sur NRJ 12 (en clair)

- États-Unis : 12,48 millions de téléspectateurs (première diffusion)

### Épisode 22:Coup de foudre à BeverlyHill
- États-Unis /  Canada : 9 mai 2019 sur CBS / CTV
- France :
  - 13 mai 2019 sur Canal+ Séries (en VOSTFr)
  - 12 juillet 2019 Mycanal.fr (en VF)
  - 21 mars 2020 sur NRJ 12 (en clair)

- États-Unis : 12,59 millions de téléspectateurs (première diffusion)

- Le titre original de l'épisode fait allusion à la relation mère‑fils de Leonard et Beverly ; le titre francophone quant à lui, est un jeu de mots multiple avec celle-ci, la ville californienne et celui du film britannique Coup de foudre à Notting Hill.[réf. nécessaire] Au cours de l'épisode, Raj et Howard font eux aussi des allusions à ce film.

### Épisode 23:La constante du changement
- États-Unis /  Canada : 16 mai 2019 sur CBS / CTV
- France : 
  - 20 mai 2019 sur Canal+ Séries (en VOSTFr)
  - 12 juillet 2019 Mycanal.fr (en VF)
  - 28 mars 2020 sur NRJ 12 (en clair)

- États-Unis : 18,52 millions de téléspectateurs[35] (première diffusion)

### Épisode 24:Clap de fin!
- États-Unis /  Canada : 16 mai 2019 sur CBS[3] / CTV
- France : 
  - 27 mai 2019 sur Canal+ Séries (en VOSTFr)
  - 12 juillet 2019 Mycanal.fr (en VF)
  - 28 mars 2020 sur NRJ 12 (en clair)

- États-Unis : 18,52 millions de téléspectateurs[35] (première diffusion)

- Sarah Michelle Gellar (elle-même)

- Lorsque dans l'avion Sheldon soupçonne Penny d'être porteuse d'un virus, il la compare au singe homologue Betsy du film catastrophe Alerte !.[réf. nécessaire]
- Le prix Nobel de physique 2019 reçu conjointement par Sheldon et Amy a plusieurs sens implicites[réf. nécessaire] :
  - Il fait écho (ce qui a déjà été mentionné explicitement par les intéressés dans la série) aux époux Pierre et Marie Curie, homologues réels du même prix en 1903[réf. nécessaire] ;
  - Les noms des deux personnages sont inspirés de réels lauréats de ce prix : Leon Neil Cooper (colauréat de 1972, qui donna son nom aux paires de Cooper), Sheldon Lee Glashow (colauréat de 1979) et William Alfred Fowler (colauréat de 1983)[réf. nécessaire].
  - La somme totale des chiffres composant l'année canonique et chronologique de leur obtention du prix (2019, l'année de diffusion originale de la saison) est égale au numéro chronologique de ladite saison 12.[réf. nécessaire] Cette même opération appliquée à la date de diffusion originale de l'épisode (16 mai 2019) donne comme résultat le numéro chronologique (24, qui est le double du résultat précédent). Additionnés en tant que dizaines (20+19), la somme de la même année correspond également à l'âge canonique de Sheldon lors de l'obtention du prix (39 ans).[réf. nécessaire]
- La présence en tant qu'invitée (à la fois pour la série et à la cérémonie dans l'histoire) de l'actrice Sarah Michelle Gellar, vedette phare des années 1990-2000, amène logiquement à des allusions à son rôle‑titre de la série culte Buffy contre les vampires.[réf. nécessaire]
- Le plan final de la série calque la scène récurrente de repas en commun des personnages principaux (dans le salon de Leonard et Penny) reprise dans chaque générique de saison, accompagné d'un arrangement (sous forme de ballade acoustique et mélancolique) de la chanson-thème de la série.[réf. nécessaire]
- Lors du plan final, Penny porte le même t-shirt que lors du premier épisode de la saison 1.

- Cet épisode est le dernier de la série[3].